# Burewisnyk Stalino
Burewisnyk Stalino (ukr. Футбольний клуб «Буревісник» Сталіно, Futbolnyj Kłub "Burewisnyk" Stalino) – ukraiński klub piłkarski z siedzibą w Doniecku.

## Historia
Chronologia nazw:
- 193?—19??: Burewisnyk Stalino (ukr. «Буревісник» Сталіно)

Drużyna piłkarska Burewisnyk Stalino została założona w mieście Stalino w latach 30. XX wieku. W 1938 klub debiutował w rozgrywkach Pucharu ZSRR. Potem kontynuował występy w rozgrywkach Mistrzostw i Pucharu obwodu donieckiego, dopóki nie został rozwiązany.

## Sukcesy
- Puchar ZSRR:

1/64 finału: 1938